# لیسا ویلکاکس
لیسا ویلکاکس (انگلیسی: Lisa Wilcox؛ زادهٔ ۲۷ آوریل ۱۹۶۴) یک هنرپیشه اهل ایالات متحده آمریکا است. وی از سال ۱۹۸۴ میلادی تاکنون مشغول فعالیت بوده‌است.